# Yankee River
Der Yankee River ist ein Fluss im Norden von Stewart Island/Rakiura, der drittgrößten Insel Neuseelands. Er entspringt an der Nordflanke des 980 m hohen Mount Anglem/Hananui, dem höchsten Berg der Insel, und fließt in nordnordwestlicher Richtung zur Nordküste, wo er in die Foveauxstraße mündet.